# Lino Del Fra
Pasqualino Del Fra (* 20. Juni 1929 in Rom; † 20. Juli 1997 ebenda) war ein italienischer Dokumentarfilmer und Filmregisseur.

## Leben
Del Fra war Assistent für Moralphilosophie und Pädagogik an der Universität Rom, Sekretär für sein Heimatland der FICC, der internationalen Organisation der Kinobetreiber, von 1952 bis 1954 und Filmkritiker für Publikationen wie Cinema Nuovo, Bianco e Nero und Avanti.
Ab 1960 drehte er Dokumentar- und Kurzfilme, die nicht nur inhaltlich interessant, sondern auch bei der Kritik erfolgreich waren. So erhielt er 1961 den Goldenen Löwen für Fata Morgana, in Zusammenarbeit mit Jean Rouch entstanden; außerdem den Bronzenen Bären für Lettere dal Friuli und weitere für Spettacolo di gala und Come favolosi fuochi d’artificio. In diesen Jahren schrieb er auch ein Drehbuch für einen Spielfilm und debütierte als Regisseur mit seinem Beitrag zu I misteri di Roma.
Seine Stalin-Dokumentation aus dem Jahr 1963 führte zu Auseinandersetzungen mit dem Produzenten, sodass Del Fra seinen Namen vom fertigen Film zurückzog. Mitte der 1970er Jahre drehte er zwei Spielfilme nach eigenem Drehbuch, denen sein dokumentarischer Stil und seine Freude an kritischer Auseinandersetzung mit weltpolitischen Anschauungen zugutekamen. Sein Film Antonio Gramsci – Die Jahre im Kerker über die Gefangenschaft des gleichnamigen marxistischen Theoretikers und Politikers erhielt 1977 den Goldenen Leoparden in Locarno. 1982 drehte er für das Fernsehen eine Fortsetzung von Pier Paolo Pasolinis zwanzig Jahre zuvor entstandenem Gastmahl der Liebe. Sein Alterswerk Klon hingegen verschwand recht bald aus den Kinos.
Del Fra war mit seiner Kollegin Cecilia Mangini (1927–2021) verheiratet, mit der er sein ganzes Berufsleben lang eng zusammenarbeitete.

## Filmografie (Auswahl)
- 1960: La gita (Dokumentarfilm)
- 1961: Fata Morgana (Dokumentarfilm)
- 1962: All' armi, siam fascisti (Dokumentarfilm, zusammen mit Cecilia Mangini und Lino Miccichè)
- 1963: Stalin (Dokumentarfilm)
- 1974: La torta in cielo
- 1977: Antonio Gramsci – Die Jahre im Kerker (Antonio Gramsci – I giorni del carcere)
- 1982: Comizi d'amore '80 (Fernsehfilm)
- 1994: Klon

## Auszeichnungen
- 1962: Auszeichnung für den besten Dokumentarfilm bei den Internationalen Filmfestspielen von Venedig für Fata Morgana[3]
- 1977: Goldener Leopard beim Locarno Film Festival für Antonio Gramsci – Die Jahre im Kerker